# 노다 내각 (제3차 개조)
노다 제3차 개조내각(일본어: 野田第3次改造内閣)은 중의원 의원, 민주당 대표 노다 요시히코가 제95대 내각총리대신으로 임명되어, 2012년 10월 1일부터 2012년 12월 26일까지 존재한 일본의 내각이다.

## 개요

### 개각이 단행될 때까지의 배경

#### 2012년
- 9월 10일, 금융 담당 대신을 맡고 있던 국민신당의 마쓰시타 다다히로가 도쿄도 고토구의 자택에서 자살한 사건이 발생하면서 금융 담당 대신의 후임은 정해지지 않았고 아즈미 준 재무대신이 사무 대리를 맡았다. 후임은 노다 요시히코의 임기가 만료되는 것에 따라 치르는 민주당 대표 선거가 종료된 후에 임명하는 단계가 되었다.
- 9월 21일, 민주당 대표 선거에서 현직 대표인 노다 요시히코, 아카마쓰 히로타카, 하라구치 가즈히로, 가노 미치히코(입후보순) 등이 후보로 출마했는데 당원·지지자 및 중의원과 참의원의 국회의원에 의한 투표를 통해 노다가 새 대표로 선출되었다.
- 9월 24일, 새 대표로 선출된 노다가 민주당의 임원 인사를 단행해 아즈미 준 재무대신은 간사장 대행에, 호소노 고시 환경대신은 정책조사회장으로 각각 내정되었다.
- 9월 28일, 민주당 대표 선거 후 처음으로 여당 당수 회담이 열리면서 민주당의 새 대표가 된 노다가 연립 정권을 형성하는 국민신당 대표 지미 쇼자부로와 회담을 가졌다. 회담에는 고시이시 아즈마 민주당 간사장, 시모지 미키오 국민신당 간사장도 동석했다. 노다는 개각을 앞두고 국민신당으로부터 우정 민영화 담당 대신을 기용하겠다는 의사를 전달해 국민신당 측에서도 이를 승낙했다. 이 때는 마쓰시타의 후임으로 지미가 재입각할 방침이었다고 여겨진다. 또, 동시에 국민신당은 부대신 및 정무관 등의 이른바 ‘정무 3역’에 대해서는 총무대신 정무관 모리타 다카시, 외무대신 정무관 하마다 가즈유키에 가세해 또 하나의 정무 3역을 국민신당에 배분하도록 요구하는 것과 동시에 금융 담당 대신을 우정 민영화 담당 대신과 겸임하도록 요구했지만 노다는 금융 담당 대신과 우정 민영화 담당 대신의 겸무에 대해서는 명확한 답변을 내놓지 않았다.[1] 이 회담 직후에 열린 민주당의 양원 의원 총회에서 아즈미 등의 임원 인사가 승낙되었고 이것에 의해 정책조사회장인 마에하라 세이지, 간사장 대행의 다루토코 신지, 국회대책위원장 조지마 고리키 등은 각각 물러나게 되었다.
- 10월 1일, 노다는 임시 내각회의를 소집하면서 노다 제2차 개조내각의 각료들이 낸 사표를 수리했다. 그 후 지미와의 여당 당수 회담을 열어 개각을 단행하겠다는 입장을 밝히는 등 내각 조성 본부를 설치했다. 개조 인사는 노다 스스로 기자 회견을 자청해 처음으로 각료 회의를 열었다.[2]
- 11월 16일, 중의원 해산을 단행했다.

### 인사

#### 2012년
- 10월 1일 - 제2차 개조내각 각료들의 사표를 수리한 후 내각 개조를 단행했고 황궁에서의 인증식을 거쳐 노다 제3차 개조내각이 발족되었다.[3]
- 10월 23일 - 폭력배와의 교제 및 외국인으로부터 불법 정치자금을 받은 사실이 드러나는 등 야당으로부터 거센 비난을 받고 있던 다나카 게이슈 법무대신이 건강상의 이유로 사직서를 제출했다.
- 10월 24일 - 다키 마코토가 법무대신으로 취임했다.
- 12월 16일 - 제46회 중의원 의원 총선거에서 현직 각료로서는 민주당의 공인을 받아 입후보한 조지마 고리키, 다루토코 신지, 다나카 마키코, 미쓰이 와키오, 후지무라 오사무, 고다이라 다다마사, 나카쓰카 잇코, 국민신당의 공인을 받아 입후보한 시모지 미키오 등이 낙선하여 선거에 입후보하지 않았던 다키 마코토, 모리모토 사토시를 포함하면 10명이 민간인으로서 각료의 직무에 오르게 되었다.

## 각료

### 국무대신
| 출신 당파 : 민주당 국민신당 비 국회의원 (발족시 : 민주당 15, 국민신당 1, 민간 1) |

| 직책                                                                   | 대수 | 성명              | 성명 | 주요 경력                                                               | 임시 대리 순위 | 재직 기간                           | 비고                                         |
| ---------------------------------------------------------------------- | ---- | ----------------- | ---- | ----------------------------------------------------------------------- | -------------- | ----------------------------------- | -------------------------------------------- |
| 내각총리대신                                                           | 95   | 노다 요시히코     |      | 중의원 민주당 (노다 그룹)                                               | -              | 2012년 10월 1일 ~ 2012년 12월 26일  | 민주당 대표                                  |
| 부총리                                                                 | -    | 오카다 가쓰야     |      | 중의원 민주당 (무파벌)                                                  | 1              | 2012년 10월 1일 ~ 2012년 12월 26일  | 행정개혁 담당 사회 보장과 세금 일체개혁 담당 |
| 총무대신                                                               | 16   | 다루토코 신지     |      | 중의원 → 민간 민주당 (다루토코 그룹) (하타 그룹)                        |                | 2012년 10월 1일 ~ 2012년 12월 26일  |                                              |
| 법무대신                                                               | 91   | 다나카 게이슈     |      | 중의원 민주당 (가와바타 그룹)                                           |                | 2012년 10월 1일 ~ 2012년 10월 23일  | 납치 문제 담당                               |
| 법무대신                                                               | -    | 고다이라 다다마사 |      | 중의원 → 민간 민주당 (가와바타 그룹) (하토야마 그룹)                    |                | 2012년 10월 23일 (임시 대리)        | 납치 문제 담당                               |
| 법무대신                                                               | 92   | 다키 마코토       |      | 중의원 → 민간 민주당 (무파벌)                                           |                | 2012년 10월 24일 ~ 2012년 12월 26일 |                                              |
| 외무대신                                                               | 145  | 겐바 고이치로     |      | 중의원 민주당 (겐바 그룹)                                               | 4              | 2012년 10월 1일 ~ 2012년 12월 26일  |                                              |
| 재무대신                                                               | 16   | 조지마 고리키     |      | 중의원 → 민간 민주당 (가와바타 그룹) (하타 그룹) (오자와 사키히토 그룹) |                | 2012년 10월 1일 ~ 2012년 12월 26일  |                                              |
| 문부과학대신                                                           | 17   | 다나카 마키코     |      | 중의원 → 민간 민주당 (구 오자와 그룹)                                   |                | 2012년 10월 1일 ~ 2012년 12월 26일  | 국립국회도서관 연락조정위원회 위원           |
| 후생노동대신                                                           | 15   | 미쓰이 와키오     |      | 중의원 → 민간 민주당 (다루토코 그룹) (구 오자와 그룹) (하토야마 그룹)   |                | 2012년 10월 1일 ~ 2012년 12월 26일  |                                              |
| 농림수산대신                                                           | 54   | 군지 아키라       |      | 참의원 민주당 (요코미치 그룹)                                           |                | 2012년 10월 1일 ~ 2012년 12월 26일  |                                              |
| 경제산업대신                                                           | 16   | 에다노 유키오     |      | 중의원 민주당 (마에하라 그룹) (간 그룹)                                 | 5              | 2012년 10월 1일 ~ 2012년 12월 26일  |                                              |
| 국토교통대신                                                           | 17   | 하타 유이치로     |      | 참의원 민주당 (하타 그룹) (하토야마 그룹) (오자와 사키히토 그룹)        |                | 2012년 10월 1일 ~ 2012년 12월 26일  |                                              |
| 환경대신                                                               | 18   | 나가하마 히로유키 |      | 참의원 민주당 (노다 그룹)                                               |                | 2012년 10월 1일 ~ 2012년 12월 26일  |                                              |
| 방위대신                                                               | 11   | 모리모토 사토시   |      | 민간(비 국회의원)                                                       |                | 2012년 10월 1일 ~ 2012년 12월 26일  |                                              |
| 내각관방장관                                                           | 80   | 후지무라 오사무   |      | 중의원 → 민간 민주당 (노다 그룹)                                        | 2              | 2012년 10월 1일 ~ 2012년 12월 26일  |                                              |
| 부흥대신                                                               | 1    | 히라노 다쓰오     |      | 참의원 민주당 (겐바 그룹)                                               |                | 2012년 10월 1일 ~ 2012년 12월 26일  | 동일본 대지진 총괄 담당                      |
| 국가공안위원회 위원장                                                  | 87   | 고다이라 다다마사 |      | 중의원 → 민간 민주당 (가와바타 그룹) (하토야마 그룹)                    |                | 2012년 10월 1일 ~ 2012년 12월 26일  |                                              |
| 내각부 특명담당대신 (오키나와 및 북방 대책 담당)                       | 16   | 다루토코 신지     |      | 중의원 → 민간 민주당 (다루토코 그룹)                                    |                | 2012년 10월 1일 ~ 2012년 12월 26일  |                                              |
| 내각부 특명담당대신 (방재 담당)                                        | 19   | 시모지 미키오     |      | 중의원 → 민간 국민신당 간사장                                           |                | 2012년 10월 1일 ~ 2012년 12월 26일  | 우정민영화 담당                              |
| 내각부 특명담당대신 (금융 담당)                                        | 17   | 나카쓰카 잇코     |      | 중의원 → 민간 민주당 (구 오자와 그룹) (하라구치 그룹)                   |                | 2012년 10월 1일 ~ 2012년 12월 26일  |                                              |
| 내각부 특명담당대신 (소비자 및 식품 안전 담당)                         | 7    | 고다이라 다다마사 |      | 중의원 → 민간 민주당 (가와바타 그룹) (하토야마 그룹)                    |                | 2012년 10월 1일 ~ 2012년 12월 26일  |                                              |
| 내각부 특명담당대신 (행정 쇄신 담당)                                   | 6    | 오카다 가쓰야     |      | 중의원 민주당 (무파벌)                                                  |                | 2012년 10월 1일 ~ 2012년 12월 26일  | 공무원 제도 개혁 담당                        |
| 내각부 특명담당대신 (‘신 공공’ 담당)                                   | 6    | 나카쓰카 잇코     |      | 중의원 → 민간 민주당 (구 오자와 그룹) (하라구치 그룹)                   |                | 2012년 10월 1일 ~ 2012년 12월 26일  |                                              |
| 내각부 특명담당대신 (저출산 대책 담당)                                 | 13   | 나카쓰카 잇코     |      | 중의원 → 민간 민주당 (구 오자와 그룹) (하라구치 그룹)                   |                | 2012년 10월 1일 ~ 2012년 12월 26일  |                                              |
| 내각부 특명담당대신 (남녀 공동 참가 담당)                              | 16   | 나카쓰카 잇코     |      | 중의원 → 민간 민주당 (구 오자와 그룹) (하라구치 그룹)                   |                | 2012년 10월 1일 ~ 2012년 12월 26일  |                                              |
| 내각부 특명담당대신 (경제 재정 정책 담당)                              | 18   | 마에하라 세이지   |      | 중의원 민주당 (마에하라 그룹)                                           | 3              | 2012년 10월 1일 ~ 2012년 12월 26일  | 국가전략 담당 해양 정책 담당                 |
| 내각부 특명담당대신 (지역 주권 추진 담당)                              | 5    | 다루토코 신지     |      | 중의원 → 민간 민주당 (다루토코 그룹)                                    |                | 2012년 10월 1일 ~ 2012년 12월 26일  | 지역 활성화 담당                             |
| 내각부 특명담당대신 (과학기술 정책 담당)                               | 16   | 마에하라 세이지   |      | 중의원 민주당 (마에하라 그룹)                                           |                | 2012년 10월 1일 ~ 2012년 12월 26일  |                                              |
| 내각부 특명담당대신 (원자력 손해배상 지원 기구 담당)                   | 3    | 에다노 유키오     |      | 중의원 민주당 (마에하라 그룹) (간 그룹)                                 |                | 2012년 10월 1일 ~ 2012년 12월 26일  | 원자력 경제 피해 담당                        |
| 내각부 특명담당대신 (원자력 행정 담당)                                 | 2    | 마에하라 세이지   |      | 중의원 민주당 (마에하라 그룹)                                           |                | 2012년 10월 1일 ~ 2012년 12월 26일  |                                              |
| 내각부 특명담당대신 (우주 정책 담당)                                   | 2    | 마에하라 세이지   |      | 중의원 민주당 (마에하라 그룹)                                           |                | 2012년 10월 1일 ~ 2012년 12월 26일  |                                              |
| 내각부 특명담당대신 (원자력 방재 담당)                                 | 2    | 나가하마 히로유키 |      | 참의원 민주당 (노다 그룹)                                               |                | 2012년 10월 1일 ~ 2012년 12월 26일  | 원자력 발전 사고의 수습 및 재발 방지 담당    |
| 1. 2. 3. 4. 5. 6. 7. 8. 9. 10. 11. 12. 13. 14. 15. 16. 17. 18. 19. 20. |      |                   |      |                                                                         |                |                                     |                                              |

### 내각총리대신 보좌관
| 직책                                                               | 성명              | 소속          |
| ------------------------------------------------------------------ | ----------------- | ------------- |
| 내각총리대신 보좌관 (중요 정책에 관한 부처간 조정 등 담당)         | 오구시 히로시     | 중의원 민주당 |
| 내각총리대신 보좌관 (중요 정책에 관한 부처간 조정 등 담당)         | 기타가미 게이로   | 중의원 민주당 |
| 내각총리대신 보좌관 (행정개혁 및 사회 보장·세금 일체개혁 등 담당)  | 데라타 마나부     | 중의원 민주당 |
| 내각총리대신 보좌관 (정치 주도에 의한 정책 운영 및 국회 대책 담당) | 미타니 미쓰오     | 중의원 민주당 |
| 내각총리대신 보좌관 (정치 주도에 의한 정책 운영 및 국회 대책 담당) | 가와카미 요시히로 | 참의원 민주당 |

- 2012년 10월 2일 임명.

### 부대신
| 직책                             | 성명              | 소속            |
| -------------------------------- | ----------------- | --------------- |
| 부흥 부대신                      | 기카와다 도루     | 중의원 / 민주당 |
| 부흥 부대신 겸 내각부 부대신     | 곤노 도고         | 참의원 / 민주당 |
| 내각부 부대신                    | 하쿠 신쿤         | 참의원 / 민주당 |
| 내각부 부대신                    | 후지모토 유지     | 참의원 / 민주당 |
| 내각부 부대신 겸 부흥 부대신     | 마에카와 기요시게 | 참의원 / 민주당 |
| 총무 부대신                      | 후지스에 겐조     | 참의원 / 민주당 |
| 총무 부대신 겸 내각부 부대신     | 오시마 아쓰시     | 중의원 / 민주당 |
| 법무 부대신                      | 야마하나 이쿠오   | 중의원 / 민주당 |
| 외무 부대신                      | 기라 슈지         | 중의원 / 민주당 |
| 외무 부대신                      | 신바 가즈야       | 참의원 / 민주당 |
| 재무 부대신                      | 다케마사 고이치   | 중의원 / 민주당 |
| 재무 부대신                      | 오쿠보 쓰토무     | 참의원 / 민주당 |
| 문부과학 부대신                  | 마쓰모토 다이스케 | 중의원 / 민주당 |
| 문부과학 부대신                  | 류 히로후미       | 중의원 / 민주당 |
| 후생노동 부대신                  | 니시무라 지나미   | 중의원 / 민주당 |
| 후생노동 부대신                  | 사쿠라이 미쓰루   | 참의원 / 민주당 |
| 농림수산 부대신                  | 사사키 다카히로   | 중의원 / 민주당 |
| 농림수산 부대신                  | 요시다 고이치     | 중의원 / 민주당 |
| 경제산업 부대신                  | 곤도 요스케       | 중의원 / 민주당 |
| 경제산업 부대신 겸 내각부 부대신 | 마쓰미야 이사오   | 중의원 / 민주당 |
| 국토교통 부대신                  | 나가야스 다카시   | 중의원 / 민주당 |
| 국토교통 부대신                  | 반노 유타카       | 중의원 / 민주당 |
| 환경 부대신                      | 우부카타 유키오   | 중의원 / 민주당 |
| 환경 부대신 겸 내각부 부대신     | 소노다 야스히로   | 중의원 / 민주당 |
| 방위 부대신                      | 나가시마 아키히사 | 중의원 / 민주당 |

- 2012년 10월 2일 임명, 겸무하는 직무는 2012년 10월 3일에 발령됨.

### 대신 정무관
| 직책                                     | 성명                | 소속              |
| ---------------------------------------- | ------------------- | ----------------- |
| 내각부대신 정무관 겸 부흥대신 정무관     | 고리 가즈코         | 중의원 / 민주당   |
| 내각부대신 정무관 겸 부흥대신 정무관     | 가가야 겐           | 참의원 / 민주당   |
| 내각부대신 정무관 겸 부흥대신 정무관     | 가네코 에미         | 참의원 / 민주당   |
| 총무대신 정무관                          | 이시즈 마사오       | 중의원 / 민주당   |
| 총무대신 정무관                          | 모리타 다카시       | 참의원 / 국민신당 |
| 총무대신 정무관 겸 내각부대신 정무관     | 이나미 데쓰오       | 중의원 / 민주당   |
| 법무대신 정무관                          | 마쓰노 노부오       | 참의원 / 민주당   |
| 외무대신 정무관                          | 무라코시 히로타미   | 중의원 / 민주당   |
| 외무대신 정무관                          | 가자마 나오키       | 참의원 / 민주당   |
| 외무대신 정무관                          | 하마다 가즈유키     | 참의원 / 국민신당 |
| 재무대신 정무관                          | 아미야 신스케       | 중의원 / 민주당   |
| 재무대신 정무관                          | 유노키 미치요시     | 중의원 / 민주당   |
| 문부과학대신 정무관                      | 무라이 무네아키     | 중의원 / 민주당   |
| 문부과학대신 정무관                      | 나타니야 마사요시   | 참의원 / 민주당   |
| 후생노동대신 정무관                      | 이토카와 마사아키   | 중의원 / 민주당   |
| 후생노동대신 정무관                      | 우메무라 사토시     | 참의원 / 민주당   |
| 농림수산대신 정무관                      | 가지와라 야스히로   | 중의원 / 민주당   |
| 농림수산대신 정무관                      | 와시오 에이이치로   | 중의원 / 민주당   |
| 경제산업대신 정무관 겸 내각부대신 정무관 | 기시모토 슈헤이     | 중의원 / 민주당   |
| 경제산업대신 정무관 겸 내각부대신 정무관 | 혼다 히라나오       | 중의원 / 민주당   |
| 국토교통대신 정무관                      | 가와무라 히데사부로 | 중의원 / 민주당   |
| 국토교통대신 정무관                      | 와카이 야스히코     | 중의원 / 민주당   |
| 국토교통대신 정무관 겸 부흥대신 정무관   | 하시모토 기요히토   | 중의원 / 민주당   |
| 환경대신 정무관                          | 나카지마 마사즈미   | 중의원 / 국민신당 |
| 환경대신 정무관 겸 내각부대신 정무관     | 다카야마 사토시     | 중의원 / 민주당   |
| 방위대신 정무관                          | 미야지마 다이스케   | 중의원 / 민주당   |
| 방위대신 정무관 겸 내각부대신 정무관     | 오노 모토히로       | 참의원 / 민주당   |

- 2012년 10월 2일 임명, 겸무하는 직무는 2012년 10월 3일에 발령됨.

### 내각관방부장관·내각법제국 장관
| 출신 당파 : 비 국회의원 민주당 (발족시 : 민주당 2, 비 국회의원 2) |

| 직책                  | 대수 | 성명              | 성명 | 주요 경력                           | 재직 기간                          | 비고 |
| --------------------- | ---- | ----------------- | ---- | ----------------------------------- | ---------------------------------- | ---- |
| 내각관방부장관 (정무) | -    | 사이토 쓰요시     |      | 중의원 민주당 (곤도·히라오카 그룹)  | 2012년 10월 1일 ~ 2012년 12월 26일 |      |
| 내각관방부장관 (정무) | -    | 시바 히로카즈     |      | 참의원 민주당 (하토야마 그룹)       | 2012년 10월 1일 ~ 2012년 12월 26일 |      |
| 내각관방부장관 (사무) | -    | 다케토시 마코토   |      | 비 국회의원 국가공무원 (국토교통성) | 2012년 10월 1일 ~ 2012년 12월 26일 |      |
| 내각법제국 장관       | 64   | 야마모토 쓰네유키 |      | 비 국회의원 국가공무원 (경제산업성) | 2012년 10월 1일 ~ 2012년 12월 26일 |      |
| 1.                    |      |                   |      |                                     |                                    |      |